# Campionati americani maschili di pallacanestro Under-20
I Campionati americani maschili di pallacanestro Under-20 sono una competizione cestistica americana per i giocatori sotto i 20 anni che hanno avuto luogo ogni quattro anni tra le squadre nazionali dei continenti, organizzata da FIBA Americas, la Federazione Americana di Pallacanestro. La prima edizione si tenne nel 1993 in Argentina, e dal 1996 ha assunto cadenza quadriennale.

## Albo d'oro
| 1993 | Rosário        | Argentina   | Stati Uniti | Brasile         |
| 1996 | Caguas         | Stati Uniti | Porto Rico  | Argentina       |
| 2000 | Ribeirão Preto | Argentina   | Stati Uniti | Rep. Dominicana |
| 2004 | Halifax        | Stati Uniti | Porto Rico  | Argentina       |

## Medagliere per nazioni
| Pos. | Paese           | Oro | Argento | Bronzo | Totale |
| ---- | --------------- | --- | ------- | ------ | ------ |
| 1    | Stati Uniti     | 2   | 2       | 0      | 4      |
| 2    | Argentina       | 2   | 0       | 2      | 4      |
| 3    | Porto Rico      | 0   | 2       | 0      | 2      |
| 4    | Brasile         | 0   | 0       | 1      | 1      |
| 4    | Rep. Dominicana | 0   | 0       | 1      | 1      |